# توم جورمان (تنس)
توم جورمان (بالإنجليزية: Tom Gorman)‏ مواليد 19 يناير 1946 في سياتل، هو لاعب كرة مضرب أمريكي سابق بدأ مسيرته كمحترف سنة 1968 وكان يلعب باليد اليمنى، اعتزل اللعب في 1981. أعلى تصنيف له في الفردي كان المركز الـ 8 في سنة 1973.

## روابط خارجية
- توم جورمان على موقع رابطة محترفي التنس (الإنجليزية)
- توم جورمان على موقع الاتحاد الدولي لكرة المضرب (الإنجليزية)
- توم جورمان على موقع كأس ديفيز (الإنجليزية)
- توم جورمان على موقع خلاصة التنس.كوم (الإنجليزية)